# تاتا سومو
تاتا سومو (Tata Sumo) خودرویی است که از سال ۱۹۹۴–کنون توسط شرکت هندی تاتا موتورز در هند تولید شده‌است. است. سیستم جعبه‌دندهٔ آن ۵ دنده به صورت دستی است.